# Вила-Нова-де-Сан-Педру (культура)
Культура Вила-Нова-де-Сан-Педру, Vila Nova de São Pedro — культура эпохи халколита на территории Португалии, получившая название от одноименного археологического памятника в португальской Эстремадуре, где в руинах укреплённого поселения было обнаружено множество наконечников стрел. Название культуры не совсем корректно, поскольку её основным памятником является существовавший длительное время укреплённый город Замбужаль к северу от современного Лиссабона.
Городская стадия, наилучшим образом характеризующая данную культуру, существовала в период 2600—1300 гг. до н. э., то есть одновременно с культурой Лос-Мильярес и последующей Эль-Аргарской.

## Происхождение и ранний этап
Многие специалисты рассматривают юго-западную Иберию как первоначальный источник распространения мегалитов, предшествующий на тысячу лет ещё одному древнему мегалитическому региону — западной Франции. В любом случае, строительство дольменов и социальная организация, необходимая для их сооружения, имели длительную традицию в южной и центральной Португалии, а также в соседних регионах Испании.
В начале 3 тыс. до н. э., одновременно или вскоре после появления металлургии меди и драгоценных металлов, в западном Средиземноморье возникают новые типы гробниц, в том числе и в упомянутых регионах Португалии. Между историками нет согласия по поводу того, является ли эта традиция местной или занесённой из Восточного Средиземноморья. С одной стороны, толосы имеют явное восточное происхождение, поскольку их уже ранее сооружали жители Кипра, а также материковая культура Тель-Халаф. С другой стороны, иные стили мегалитов — в основном искусственные пещеры — ранее возникли на Западе, чем на Востоке. В любом случае, ни в Иберии, ни на юге Франции не обнаружено никаких надёжных свидетельств «импорта» с востока, за исключением самой концепции «толосов»; не могли мегалиты возникнуть и под влиянием эгейской культуры, поскольку там они появляются позднее. Таким образом, Кипр остаётся единственным возможным местом, откуда могла быть занесена конструкция толосов, в то время как прочие стили имели, по-видимому, местное происхождение.
Также археологи отмечают сходство конструктивных особенностей вала близ Халандриани (кикладская культура, остров Сирос, около 2400—2200 гг. до н. э.) с валом в Вила-Нова-де-Сан-Педру, как и другие эгейские влияния на культуру ВНдСП в середине 3 тыс. до н. э..
Следует также отметить, что культура Вила-Нова строила искусственные пещеры, распространённые также на юго-востоке Франции, тогда как Лос-Мильярес и соседние культуры строили толосы.

## VNSP I
Культура Вила-Нова начала сооружение своих укреплений около 2600 года до н. э. Одним из важнейших был Замбужаль, с довольно сложной планировкой, испытавший в ходе существования шесть реконструкций.
Типология находок, относящихся к данной стадии, очень своеобразна: это стилизованные кубки, глиняные полумесяцы, шиферные бруски и так называемые тарелки-идолы, которые, по мнению ряда археологов, являются древними календарями. Также имеются свидетельства обмена с другими культурами, в частности, Лос-Мильярес.

## VNSP II
Под влиянием культуры колоколовидных кубков (ККК) около 2200 г. до н. э., что было вызвано скорее культурным обменом, чем переселением людей данной культуры, начался новый этап в развитии культуры Вила-Нова. Для него характерно, прежде всего, наличие ряда погребений с некоторыми особенностями, напоминающими ККК, но тем не менее, продолжающими традиции культуры Вила-Нова.
В любом случае, наличие данного феномена позволяет уверенно предполагать, что центр второй стадии влияния ККК находился в данном регионе. В указанный период (около 2100—1900 гг. до н. э.) учащаются торговые обмены, которые достигают расстояния в 1000 км. 
После примерно 1900 г. до н. э. влияние ККК распространяется по Иберийскому полуострову, а в остальной части Европы центр культуры возвращается в Богемию. Тем не менее, стиль Вила-Нова всё ещё можно обнаружить достаточно далеко от ядра культуры, что говорит о сохраняющемся сильном влиянии её.
С 1800 г. до н. э., то есть после того, как в южной Иберии появляется технология обработки бронзы, прежде всего, в Эль-Аргаре и на юге Португалии, влияние ККК, продолжавшееся на протяжении всего халколита, начинает угасать. Наконец, около 1300 г. до н. э., следы ККК теряются в более широкой культуре керамики внутреннего обжига, распространившейся в большей части Португалии и ознаменовавшей наступление культур атлантического бронзового века.